# Tantum
Tantum est un village du Cap-Vert sur l’île de Brava. C'est l'une des localités les plus méridionales du Cap-Vert, avec Cachaço qui se trouve à proximité. En 2010, sa population était de 282 habitants. 
Elle se trouve dans les montagnes près de la côte sud à une altitude de 228 mètres, 6 km au sud-ouest de la capitale de l'île, Nova Sintra.